# Giovanni Giuseppe Di Meglio
Giovanni Giuseppe Di Meglio (Ischia, 11 aprile 1975) è un allenatore di calcio, dirigente sportivo ed ex calciatore italiano, di ruolo difensore.

## Carriera

### Giocatore
Cresciuto dapprima nel vivaio del Campagnano, a 15 anni viene acquistato dal Foggia, su segnalazione di Ciro Bilardi, all'epoca allenatore della scuola calcio ischitana. Con i satanelli fa tutta la trafila delle giovanili, fino alla Primavera allenata da Delio Rossi.
Nel 1994-1995 fu mandato in prestito al Bisceglie in Serie C2, dove esordì nei professionisti collezionando 31 presenze. Suo il gol decisivo che nei play-out salvò la squadra nerazzurra con il Formia. In seguito indossò la maglia dell'Ischia Isolaverde per una stagione prima di accasarsi, nel 1996, alla Juve Stabia, con la quale militò fino al 2000. Con la maglia della Juve Stabia prese parte alla finale play-off di Serie C1 del 1998-1999, venendo espulso per doppia ammonizione al 20' del primo tempo.
Nel 2000 venne acquistato dal Messina. L'anno dopo venne riconfermato e disputò altri due campionati di Serie B con il Messina, collezionando 29 presenze nel primo torneo e 19 nel secondo.
In vista della stagione 2003-2004 viene acquistato dal Crotone, mentre l'anno successivo si trasferisce al Grosseto. Con il grifone conquistò da capitano, nel 2006-2007 la prima promozione in Serie B e la Supercoppa di Serie C1, quest'ultima ai danni del Ravenna. Nonostante il grosso contributo dato alle due vittorie, non viene riconfermato dal presidente del Grosseto Piero Camilli e si accorda con il Catanzaro.
Con i calabresi milita fino al dicembre 2011, collezionando 54 presenze. In seguito ad una lunga vertenza con il Catanzaro, resta inattivo fino a dicembre 2011, mese in cui torna all'Ischia Isolaverde.
Nell'agosto 2012 si trasferisce al Forio in Eccellenza Campania dove chiude la carriera.

### Allenatore
Il 10 luglio 2013 entra nello staff tecnico di Francesco Statuto, tecnico del Grosseto, in qualità di vice allenatore. Nell'estate del 2014 viene ingaggiato dalla Paganese, come allenatore in seconda di Stefano Cuoghi. Il 5 ottobre 2014 Cuoghi e il suo staff vengono sollevati dall'incarico.
Il 12 maggio 2016 subentra sulla panchina dell'Ischia Isolaverde, in Lega Pro, in vista dei play-out contro il Monopoli. Esce sconfitto al termine del doppio confronto con i pugliesi, retrocedendo in Serie D. Nel 2016 viene nominato direttore sportivo della Nuova Ischia, società di Promozione.
Il 6 febbraio 2018 viene nominato tecnico del Barano, in Eccellenza. Termina la stagione al tredicesimo posto in classifica, centrando la salvezza ai play-out, grazie alla vittoria per 2-0 contro la Sessana. Il 23 luglio 2019, al termine di una stagione che vede gli isolani retrocedere in Promozione – il Barano verrà successivamente ripescato a completamento organici – risolve consensualmente il contratto che lo legava ai campani. Il 29 ottobre torna sulla panchina del Barano, in sostituzione di Nunzio Gagliotti. Il 13 giugno 2021 lascia la guida tecnica della squadra.
Il 3 settembre 2021 torna al Grosseto, che lo nomina tecnico della formazione Under-17. Il 19 gennaio 2022, la società sceglie di mettere a fianco di Agenore Maurizi – subentrato sulla panchina della prima squadra, al posto di Lamberto Magrini – l'ex capitano del Grosseto, nominandolo vice allenatore, sostituendo David Stefani, il quale torna ad allenare nel settore giovanile biancorosso.
Nel 2023 viene nominato responsabile tecnico del settore giovanile del Grosseto. Il 30 gennaio 2024 assume ad interim la guida tecnica della prima squadra, in Serie D, in sostituzione di Vitaliano Bonuccelli. Il 15 febbraio viene annunciato il suo ingresso nello staff tecnico di Roberto Malotti, neo allenatore del Grosseto, nel ruolo di vice allenatore.

## Statistiche

### Presenze e reti nei club
| Stagione                 | Squadra                  | Campionato               | Campionato | Campionato | Coppe nazionali | Coppe nazionali | Coppe nazionali | Coppe continentali | Coppe continentali | Coppe continentali | Altre coppe | Altre coppe | Altre coppe | Totale | Totale |
| Stagione                 | Squadra                  | Comp                     | Pres       | Reti       | Comp            | Pres            | Reti            | Comp               | Pres               | Reti               | Comp        | Pres        | Reti        | Pres   | Reti   |
| ------------------------ | ------------------------ | ------------------------ | ---------- | ---------- | --------------- | --------------- | --------------- | ------------------ | ------------------ | ------------------ | ----------- | ----------- | ----------- | ------ | ------ |
| 1994-1995                | Bisceglie                | C2                       | 31+2       | 0          | CI-C            | 0               | 0               | -                  | -                  | -                  | -           | -           | -           | 33     | 0      |
| 1995-1996                | Ischia Isolaverde        | C1                       | 30         | 0          | CI-C            | 0               | 0               | -                  | -                  | -                  | -           | -           | -           | 30     | 0      |
| 1996-1997                | Juve Stabia              | C1                       | 31         | 0          | CI-C            | 0               | 0               | -                  | -                  | -                  | -           | -           | -           | 31     | 0      |
| 1997-1998                | Juve Stabia              | C1                       | 19         | 0          | CI-C            | 0               | 0               | -                  | -                  | -                  | -           | -           | -           | 19     | 0      |
| 1998-1999                | Juve Stabia              | C1                       | 25+3       | 0          | CI-C            | 0               | 0               | -                  | -                  | -                  | -           | -           | -           | 28     | 0      |
| 1999-2000                | Juve Stabia              | C1                       | 27+2       | 2          | CI+CI-C         | 6+0             | 0               | -                  | -                  | -                  | -           | -           | -           | 35     | 2      |
| Totale Juve Stabia       | Totale Juve Stabia       | Totale Juve Stabia       | 102+5      | 2          |                 | 6               | 0               |                    | -                  | -                  |             | -           | -           | 113    | 2      |
| ago. 2000                | Monza                    | B                        | 0          | 0          | CI              | 2               | 0               | -                  | -                  | -                  | -           | -           | -           | 2      | 0      |
| ago. 2000-2001           | Messina                  | C1                       | 15+3       | 0          | CI-C            | -               | -               | -                  | -                  | -                  | -           | -           | -           | 18     | 0      |
| 2001-2002                | Messina                  | B                        | 29         | 0          | CI              | 5               | 0               | -                  | -                  | -                  | -           | -           | -           | 34     | 0      |
| 2002-2003                | Messina                  | B                        | 19         | 0          | CI              | 2               | 0               | -                  | -                  | -                  | -           | -           | -           | 21     | 0      |
| Totale Messina           | Totale Messina           | Totale Messina           | 63+3       | 0          |                 | 7               | 0               |                    | -                  | -                  |             | -           | -           | 73     | 0      |
| 2003-2004                | Crotone                  | C1                       | 23+3       | 0          | CI-C            | 0               | 0               | -                  | -                  | -                  | -           | -           | -           | 26     | 0      |
| 2004-2005                | Grosseto                 | C1                       | 29+2       | 0          | CI-C            | 0               | 0               | -                  | -                  | -                  | -           | -           | -           | 31     | 0      |
| 2005-2006                | Grosseto                 | C1                       | 25+4       | 0          | CI+CI-C         | 2+0             | 0               | -                  | -                  | -                  | -           | -           | -           | 31     | 0      |
| 2006-2007                | Grosseto                 | C1                       | 30         | 0          | CI+CI-C         | 1+0             | 0               | -                  | -                  | -                  | S-C1        | 1           | 0           | 32     | 0      |
| Totale Grosseto          | Totale Grosseto          | Totale Grosseto          | 84+6       | 0          |                 | 3               | 0               |                    | -                  | -                  |             | 1           | 0           | 94     | 0      |
| 2007-2008                | Catanzaro                | C2                       | 19         | 0          | CI-C            | 0               | 0               | -                  | -                  | -                  | -           | -           | -           | 19     | 0      |
| 2008-2009                | Catanzaro                | 2D                       | 11+1       | 0          | CI-LP           | 0               | 0               | -                  | -                  | -                  | -           | -           | -           | 12     | 0      |
| 2009-2010                | Catanzaro                | 2D                       | 5          | 0          | CI-LP           | 1               | 0               | -                  | -                  | -                  | -           | -           | -           | 6      | 0      |
| 2010-2011                | Catanzaro                | 2D                       | 19         | 0          | CI+CI-LP        | 1+1             | 0               | -                  | -                  | -                  | -           | -           | -           | 21     | 0      |
| Totale Catanzaro         | Totale Catanzaro         | Totale Catanzaro         | 54+1       | 0          |                 | 3               | 0               |                    | -                  | -                  |             | -           | -           | 58     | 0      |
| 2011-2012                | Ischia Isolaverde        | D                        | 8          | 0          | CI-D            | -               | -               | -                  | -                  | -                  | -           | -           | -           | 8      | 0      |
| Totale Ischia Isolaverde | Totale Ischia Isolaverde | Totale Ischia Isolaverde | 38         | 0          |                 | 0               | 0               |                    | -                  | -                  |             | -           | -           | 38     | 0      |
| Totale carriera          | Totale carriera          | Totale carriera          | 415        | 2          |                 | 21              | 0               |                    | -                  | -                  |             | 1           | 0           | 437    | 2      |

### Statistiche da allenatore
Statistiche aggiornate al 4 febbraio 2024.
| Stagione        | Squadra           | Campionato      | Campionato | Campionato | Campionato | Campionato | Coppe nazionali | Coppe nazionali | Coppe nazionali | Coppe nazionali | Coppe nazionali | Coppe continentali | Coppe continentali | Coppe continentali | Coppe continentali | Coppe continentali | Altre coppe | Altre coppe | Altre coppe | Altre coppe | Altre coppe | Totale | Totale | Totale | Totale | % Vittorie | Piazzamento             |
| Stagione        | Squadra           | Comp            | G          | V          | N          | P          | Comp            | G               | V               | N               | P               | Comp               | G                  | V                  | N                  | P                  | Comp        | G           | V           | N           | P           | G      | V      | N      | P      | %          | Piazzamento             |
| --------------- | ----------------- | --------------- | ---------- | ---------- | ---------- | ---------- | --------------- | --------------- | --------------- | --------------- | --------------- | ------------------ | ------------------ | ------------------ | ------------------ | ------------------ | ----------- | ----------- | ----------- | ----------- | ----------- | ------ | ------ | ------ | ------ | ---------- | ----------------------- |
| 2015-2016       | Ischia Isolaverde | LP              | 0+2        | 1          | 0          | 1          | CI-LP           | -               | -               | -               | -               | -                  | -                  | -                  | -                  | -                  | -           | -           | -           | -           | -           | 2      | 1      | 0      | 1      | 50,00      | subentrato, 17º (retr.) |
| 2017-2018       | Barano            | Ecc.            | 10+1       | 4+1        | 3          | 3          | CI-Dil          | -               | -               | -               | -               | -                  | -                  | -                  | -                  | -                  | -           | -           | -           | -           | -           | 11     | 5      | 3      | 3      | 45,45      | subentrato, 13º         |
| 2018-2019       | Barano            | Ecc.            | 30+1       | 7          | 6          | 17+1       | CI-Dil          | 2               | 1               | 0               | 1               | -                  | -                  | -                  | -                  | -                  | -           | -           | -           | -           | -           | 33     | 8      | 6      | 19     | 24,24      | 14º (retr.)             |
| 2019-2020       | Barano            | Ecc.            | 18         | 5          | 3          | 10         | CI-Dil          | -               | -               | -               | -               | -                  | -                  | -                  | -                  | -                  | -           | -           | -           | -           | -           | 18     | 5      | 3      | 10     | 27,78      | subentrato, 15º         |
| 2020-2021       | Barano            | Ecc.            | 8          | 0          | 1          | 7          | CI-Dil          | 2               | 0               | 0               | 2               | -                  | -                  | -                  | -                  | -                  | -           | -           | -           | -           | -           | 10     | 0      | 1      | 9      | &0,00      | 5º                      |
| Totale Barano   | Totale Barano     | Totale Barano   | 68         | 17         | 13         | 38         |                 | 4               | 1               | 0               | 3               |                    | -                  | -                  | -                  | -                  |             | -           | -           | -           | -           | 72     | 18     | 13     | 41     | 25,00      |                         |
| 2023-2024       | Grosseto          | D               | 1          | 0          | 1          | 0          | -               | -               | -               | -               | -               | -                  | -                  | -                  | -                  | -                  | -           | -           | -           | -           | -           | 1      | 0      | 1      | 0      | &0,00      | ad interim              |
| Totale carriera | Totale carriera   | Totale carriera | 71         | 18         | 14         | 39         |                 | 4               | 1               | 0               | 3               |                    | -                  | -                  | -                  | -                  |             | -           | -           | -           | -           | 75     | 19     | 14     | 42     | 25,33      |                         |

## Palmarès

### Club

#### Competizioni nazionali
- Campionato italiano Serie C1: 1

Grosseto: 2006-2007 (Girone A)
- Supercoppa di Lega Serie C1: 1

Grosseto: 2007